# アトリエ劇研
アトリエ劇研（アトリエげきけん）は京都市左京区にかつて存在した小劇場。

## 概況
1984年に「アートスペース無門館」として開館した。命名の理由は「思想的な主義や主張にこだわらず、アーテイストが自立して自由に活動できる場所、ノンセクトの場所であってほしいという願い」からという。無門館は1995年に一度閉館し、約一年の準備を経てホールと機材を引き継ぎ1996年に「アトリエ劇研」が開館した。京都の小劇場を支える中心的劇場であった。京都からメジャーになった劇団や舞台人の多くが利用してきており、京都小劇場界の草分けであった。2003年11月に管理していた「アトリエ劇研スタッフルーム」と「制作室」が「NPO法人劇研」として法人格を取得し、アトリエ劇研を中心として舞台芸術の振興、人材育成、国際交流、地域文化振興を目的とし活動していた。
客席は桟敷席で最大でも100席程度であり、その後は椅子席が増えたために50-60席程度の設置が多かった。

週末だけの公演にとどまらず1週間程度の公演期間で実施する団体もあった。

市内の劇団だけではなく、京都府外の劇団の公演も行われていた。
NPO法人「劇研」は、アトリエ劇研を中心として、劇研アクターズラボ、シニア劇団／ジュニア劇団を運営し、2010年より「アトリエ劇研アネックス」という別館を所有し12畳の和室を利用して、朗読会や各種講座を開催していた。人材育成や作品制作の支援を目的として舞台作品の試演会を行う「C.T.T.（Contemporary Theater Training）」もアトリエ劇研でスタートし、現在は大阪や名古屋、広島などでも活動を広げている（ただし、現在は、C.T.T.事務局の運営であり、アトリエ劇研は京都での発表会場としての位置づけである）。
また、地域との共生を目指し、2008年頃より2011年3月末まで、毎月第4月曜には「アトリエ劇研 やさい市」を開催していた。
館主の高齢化などの事情で、2017年8月31日をもって閉館した。

## アクセス
- 京都市営地下鉄松ヶ崎駅より南へ徒歩15分
- 京都市バス下鴨東本町よりすぐ
  - JR京都駅、京阪七条駅から206系統、地下鉄北大路駅から204、206系統
- 京都市バス洛北高校前より徒歩10分
  - JR京都駅、阪急京都河原町駅から205系統、京阪出町柳駅から1系統